# Maison du docteur Dugoujon
La Maison du docteur Dugoujon est une maison située à Caluire-et-Cuire, dans le département du Rhône, en France.

## Présentation
Dans cette maison mise à disposition par le docteur Dugoujon, Jean Moulin et plusieurs responsables de la Résistance dont André Lassagne, Albert Lacaze, Raymond Aubrac et Bruno Larat sont arrêtés par la Gestapo à la suite d'une dénonciation supposée, ou d'une imprudence coupable de la part du résistant René Hardy (le seul à avoir les mains ligotées, les autres étant menottés, et ayant réussi à s'échapper lors de cette arrestation) le 21 juin 1943. Jean Moulin sera alors identifié et interrogé par le chef de la Gestapo Klaus Barbie à la prison Montluc de Lyon. Il est ensuite transféré à la Gestapo de Paris où il est torturé. Il meurt le 8 juillet 1943 aux environs de Metz, dans le train Paris-Berlin.
À proximité immédiate de la maison, une statue de Jean Moulin a été inaugurée le 19 décembre 2004 pour le 40ème anniversaire de l'entrée de ses cendres au Panthéon.
La maison du docteur Dugoujon fait l’objet d'une inscription au titre des monuments historiques depuis le 17 juillet 1990 et reçoit le label Maison des Illustres en 2011.

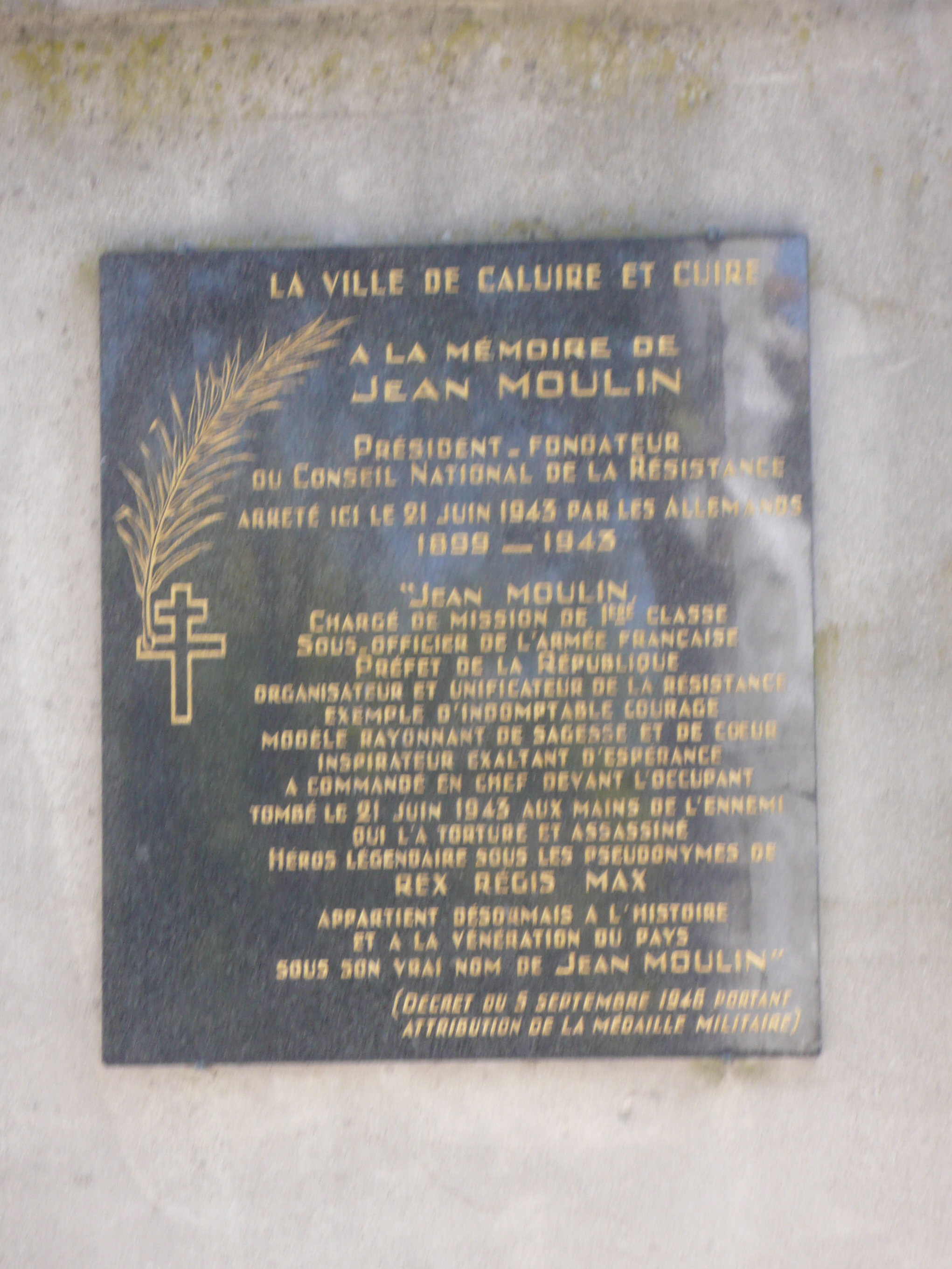
Plaque commémorative.